# Сельское поселение «Деревня Рябцево»
Сельское поселение «Деревня Рябцево» — муниципальное образование в составе Малоярославецкого района Калужской области России.
Центр — деревня Рябцево.

## Население
| 2010 | 2012 | 2013 | 2014 | 2015 | 2016 | 2017 |
| ---- | ---- | ---- | ---- | ---- | ---- | ---- |
| 373  | ↗387 | ↘383 | ↘375 | ↘363 | ↘352 | ↘334 |
| 2018 | 2019 | 2020 | 2021 |      |      |      |
| ↘332 | ↗335 | ↘324 | ↘172 |      |      |      |

## Состав
В поселение входят 10 населённых мест:
| №  | Населённый пункт | Тип населённого пункта | Население |
| -- | ---------------- | ---------------------- | --------- |
| 1  | Рябцево          | деревня                | ↘305      |
| 2  | Бутырки          | деревня                | ↗6        |
| 3  | Вараксино        | деревня                | ↗2        |
| 4  | Косилово         | деревня                | ↘13       |
| 5  | Машкино          | деревня                | ↗26       |
| 6  | Нероновка        | деревня                | →0        |
| 7  | Песочня          | деревня                | ↗11       |
| 8  | Придача          | деревня                | ↘9        |
| 9  | Станки           | деревня                | ↘1        |
| 10 | Яблоновка        | деревня                | ↘0        |